# Pamuła

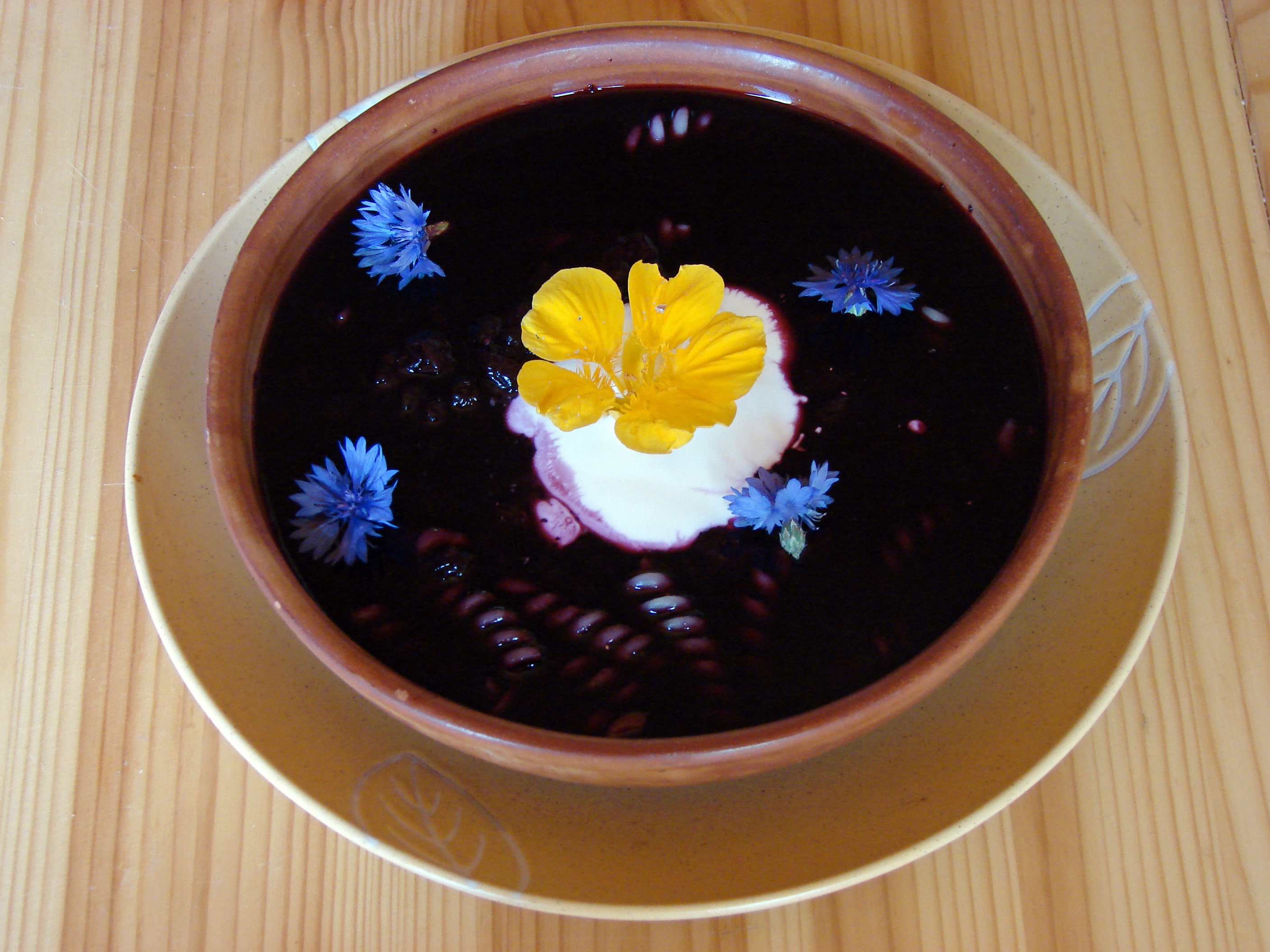
Zupa jagodowa z makaronem

Pamuła – regionalna słodko-kwaśna zupa owocowa, gotowana przede wszystkim z suszonych owoców, zagęszczana mąką i zabielana słodką śmietaną, podawana zwykle do picia.
Zupa z suszu wywodzi się z kuchni chłopskiej, z obszaru Galicji. Nazwa „pamuła” pochodzi od łacińskiego słowa „famulus” co oznaczało parobka, pomocnika, biedaka. Początkowo wytwarzana była tylko z dzikich gruszek, które zbierano i suszono jesienią. Zupy z owoców gotowanych (a więc i z suszonych) spożywa się głównie w okresie zimowym.
W szerszym znaczeniu „pamuła” może oznaczać każdą zupę owocową. W sezonie letnim na Podkarpaciu m.in. w miejscowościach Cmolas, Czermin, Dębica, Harasiuki, Iwierzyce, Jarocin, Kolbuszowa, Krzeszów, Nisko, Ostrów, Pilzno, Przecław, Pysznica, Sędziszów Małopolski, Stalowa Wola, Tuszów Narodowy, Ulanów, Wielopole Skrzyńskie, Żyraków, gotuje się zupy ze świeżych owoców takich jak wiśnie, czereśnie, jagody i jabłka, podawane z ziemniakami lub z chlebem oraz ze śmietaną, twarogiem i cukrem. Regionalnie na Podkarpaciu podawana również z kluskami lub grzankami. W kuchni lasowiackiej do przyrządzenia pamuły wykorzystywano m.in. czarne jagody, poziomki, borówki bagienne (łochynie) i borówkę brusznicę. Zupę zagęszczano mąką, zabielano mlekiem i podawano na ciepło lub zimno, z kluskami lub ziemniakami. Zobacz też: garus. 

## Pamuła glinicka
„Pamuła glinicka” wytwarzana jest w okolicach Glinika Zaborowskiego w powiecie strzyżowskim w województwie podkarpackim. 31 lipca 2009 została wpisana na Listę produktów tradycyjnych Ministerstwa Rolnictwa i Rozwoju Wsi.
Jest to słodko-kwaśna zupa o konsystencji gęstej śmietany, sporządzana przede wszystkim z owoców suszonych (śliwki, gruszki, jabłka), ale też ze świeżych lub gotowanych. Zagęszczana jest mąką i słodką śmietaną oraz dosładzana cukrem. Przed zabieleniem śmietaną ma barwę przypominającą suszone śliwki. Tradycyjnie wykorzystywane odmiany jabłoni to „twardo słodzie”, „krążka”, „bukówka” oraz szara i złota reneta.
Zupę z suszonych owoców zwaną „pamułą” gotowano w okolicach Strzyżowa w czasie II wojny światowej i zaraz po niej. W okresie jesienno-zimowym była jednym z głównych dań miejscowej ludności. Podawano ją osobno w kubkach, do popijania zapiekanych ubitych ziemniaków, podanych we wspólnej misce.

## Pamuła weryńska
„Pamuła weryńska” wytwarzana jest w okolicach Weryni w powiecie kolbuszowskim w województwie podkarpackim. 14 marca 2018 została wpisana na Listę produktów tradycyjnych Ministerstwa Rolnictwa i Rozwoju Wsi.
Jest to słodko-kwaśna, średnio gęsta zupa, sporządzana przede wszystkim z owoców suszonych (śliwki, gruszki, jabłka), ale też ze świeżych lub z przetworów. Zagęszczana jest mąką pszenną i słodką śmietaną oraz dosładzana miodem i cukrem. Kwaśny akcent smakowy uzyskiwano dzięki niewielkiemu dodatkowi soku z porzeczki lub wiśni. Zależnie od użytych owoców, gotowa zupa ma barwę czerwoną, bladoróżową lub bladobrązową.
Zupę z suszonych owoców zwaną „pamułą” gotowano w okolicach Weryni w czasie II wojny światowej i zaraz po niej. Podawana była najczęściej do picia, w kubkach. Często serwowano ją do popijania chleba z masłem i twarożkiem. Była to potrawa codzienna, ale spożywano ją też w Wigilię Bożego Narodzenia.

## Kisielica skierbieszowska z kluseczkami z mąki orkiszowej

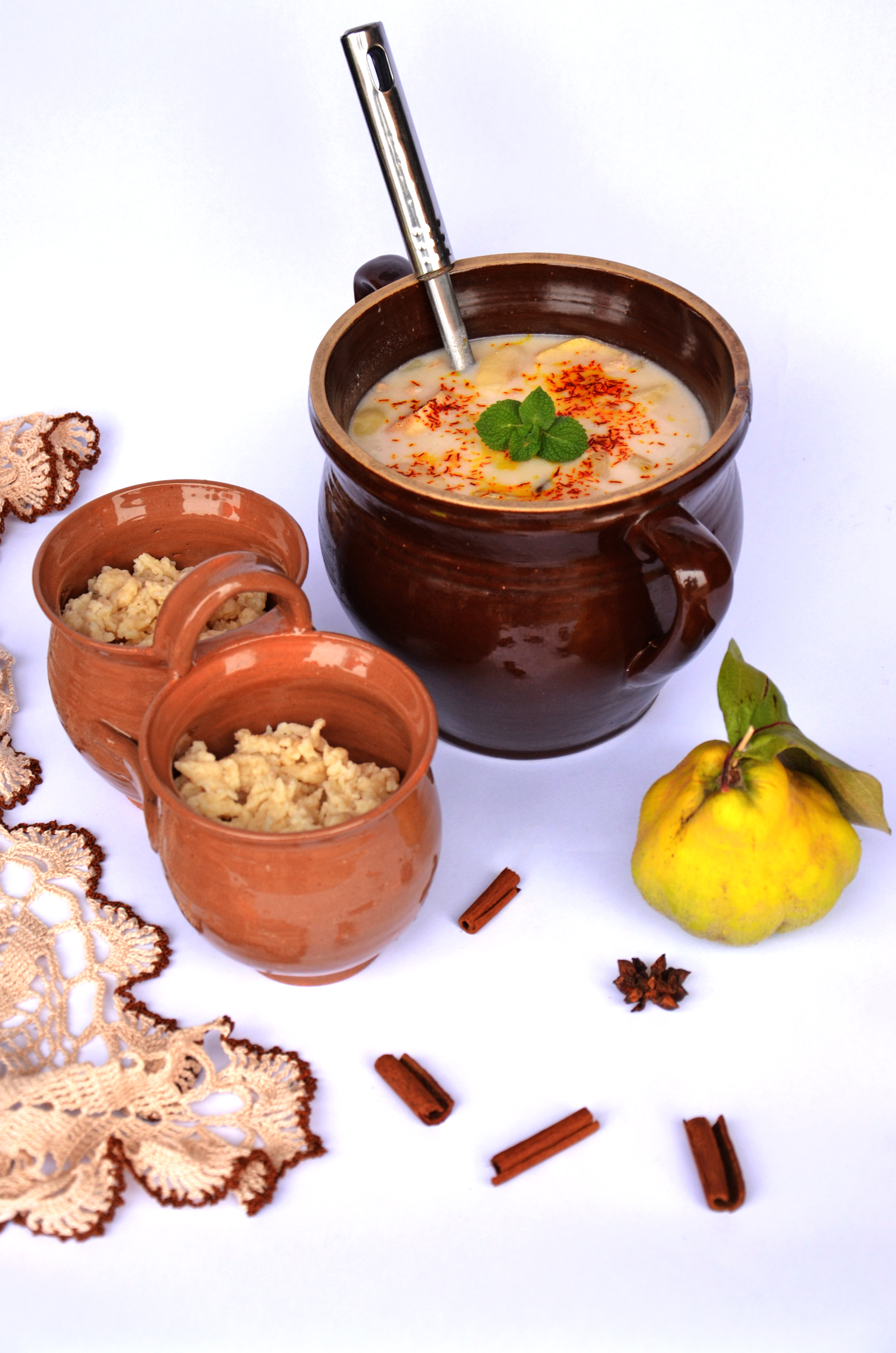
Kisielica skierbieszowska

Regionalna zupa owocowa na ziemi skierbieszowskiej, występowała również pod nazwą „polewka”. Zupa z widocznymi kawałkami jabłek, podawana z kluseczkami z mąki orkiszowej. Sporządzana z gotowanych do miękkości kawałków jabłek wraz z cynamonem, goździkami oraz anyżem, następnie zostaje zaprawiona mąką, śmietanką i sokiem jabłkowym oraz doprawiona cukrem i solą. Podawana z kluseczkami, robionymi ręcznie z mąki orkiszowej, jajka oraz soku jabłkowego. Całość doprawia się szafranem.
W dniu 10 sierpnia 2023 została wpisana na  Listę produktów tradycyjnych Ministerstwa Rolnictwa i Rozwoju Wsi woj. lubelskiego w kategorii: gotowe dania i potrawy.